# CAMERA
CAMERA (Committee for Accuracy in Middle East Reporting in America) — «Комитет за точность освещения в Америке событий на Ближнем Востоке». Американская произраильская некоммерческая организация, осуществляющая мониторинг прессы.
Создана в 1982 г. для того, чтобы «ответить на освещение газетой Вашингтон Пост Ливанской войны 1982 г. и на общий антиизраильский уклон газеты».
Заявленной целью организации является «способствование точному и взвешенному освещению Израиля и Ближнего Востока» путём уточнения спорных вопросов и разоблачения антиизраильской пропаганды в освещении арабо-израильского конфликта.
В CAMERA, по состоянию на 2005 г., состояли более 55 000 человек, платящих членские взносы. По заявлению организации в 2010 г., на тот момент более 46 СМИ напечатали по её требованию уточняющую информацию к ранее изданным статьям.

## Деятельность CAMERA
CAMERA систематически отслеживает, документирует, анализирует и архивирует освещение событий на Ближнем Востоке. Сотрудники напрямую связываются с репортерами, редакторами, продюсерами и издателями по поводу искаженного или неточного освещения, предлагая фактическую информацию для опровержения ошибок. Членам CAMERA рекомендуется писать письма для публикации в печатных СМИ и общаться с корреспондентами, ведущими новостных программ и должностными лицами в электронных СМИ. Организация объявила своими основными методами строгий мониторинг, исследование, проверку фактов и их тщательный анализ.
Критике со стороны CAMERA за «искаженное освещение», в частности, подвергались:
- Энциклопедия Encarta компании Microsoft. По мнению CAMERA, авторы энциклопедии неправомерно уравняли насилие со стороны двух сторон в течение арабо-израильского конфликта. По заявлению CAMERA, информация в Encarta представляет собой «проблематичную смесь достоверной информации, предвзятости и ошибок»[11].
- Фильм Стивена Спилберга «Мюнхен» о теракте на Олимпийских играх в Мюнхене в 1972 г., где 11 членов израильской олимпийской сборной были убиты палестинскими террористами. По мнению CAMERA, фильм изображает действия Израиля как «неправильные, кровавые и контрпродуктивные» и продвигает «тезис о виновности Израиля»[12].
- НКО National Public Radio (NPR). В 2002 г. CAMERA опубликовало полностраничное объявление в New York Times, назвавшее освещение событий на Ближнем Востоке со стороны NPR «лживым» и «искажённым», призвав спонсоров НКО прекратить его финансирование[13].
- Телекомпания CNN[14], газета Los Angeles Times[15] и израильская газета «Хаарец»[16].

## Критика организации CAMERA
Гершом Горенберг, израильский корреспондент журнала The American Prospect, писал, что название организации напоминает ему «названия из Оруэлла»[значимость факта?] и что, «как и другие организации, занятые в войнах разных нарративов, CAMERA не осознаёт разницы между точностью и пропагандой». Другие источники характеризуют CAMERA как специальную лоббирующую группу, выступающую за произраильский уклон в СМИ.

## CAMERA и Википедия
В апреле 2008 г. пропалестинский сайт «Электронная интифада» обнаружил существование дискуссионной группы Google, созданной CAMERA.
Заявленной целью группы было «помощь в защите статей в Википедии, связанных с Израилем, от антиизраильских редакторов». Кроме того, «Электронная интифада» заявила, что в её руки попала копия переписки между участниками группы (согласно её заявлению, эту копию передал один из участников), в которой они планировали свою деятельность. В предполагаемой переписке, в частности, содержались планы по продвижению участников на администраторские должности путём редактирования нейтральных статей и завоевания доверия у участников проекта. Затем администраторские полномочия планировалось использовать в процессе редактирования спорных статей на арабо-израильскую тематику. Представитель CAMERA отказался подтвердить или опровергнуть подлинность этой переписки.
«Электронная интифада» обвинила CAMERA в «организации секретной долгосрочной кампании проникновения в Википедию с целью „переписать палестинскую историю“, использовании грубой пропаганды вместо фактов, проникновения в её административные структуры для обеспечения прохождения этих изменений незамеченными или как не вызывающих возражений».
В мае 2008 г. в английской Википедии, несмотря на возражения ряда участников дискуссии, были заблокированы 5 пользователей, обвиненных в организации секретной кампании CAMERA по редактированию статей, связанных с Израилем и арабо-израильским конфликтом. Согласно решению группы администраторов английской Википедии, принципы Википедии как свободного проекта «фундаментально несовместимы с созданием частной группы, цель которой — тайная координация редактирования людьми с одинаковыми идеологическими установками».
При этом Андре Оболер, представитель НКО NGO Monitor, отмечал, что в Википедии подобным образом действуют несколько пропалестинских групп «Wikipedians for Palestine», но их деятельность запрету не подвергается. В ответ один из основателей сайта «Электронная интифада» Али Абунима заявил, что его сторона никогда не занималась ничем подобным.